# Fernando de Noronha

Karte von Fernando de Noronha, 1886.

Fernando de Noronha ist eine brasilianische Inselgruppe vulkanischen Ursprungs im Atlantik, etwa 350 km östlich des brasilianischen Festlandes. Obwohl sie vor der Küste von Rio Grande do Norte liegt, gehört sie als Staatsdistrikt, amtlich portugiesisch Distrito Estadual de Fernando de Noronha, zum Bundesstaat Pernambuco und mit 14 weiteren Gemeinden seit 2017 zur geografisch-statistischen Região Geográfica Imediata do Recife. Benannt ist der Archipel nach dem portugiesischen Händler Fernão de Loronha, dem der Archipel wegen Verdiensten um den Holzimport aus Brasilien von der portugiesischen Krone geschenkt wurde.
Ca. 150 km westlich von Fernando de Noronha liegt das Rocas-Atoll, 630 km nordöstlich die Sankt-Peter-und-Sankt-Pauls-Felsen als einer der entlegensten Teile des brasilianischen Staatsgebiets.

## Geographie
Die Inselgruppe besteht aus 21 separaten Landflächen mit einer Gesamtfläche von 26 km². Die Hauptinsel, die den Namen des Archipels trägt, ist zugleich die größte Insel und die einzige, die bewohnt ist. Ihre Fläche beträgt 17 km². Der Morro do Pico, die höchste Erhebung der Insel, ist 323 m hoch.
Neben der Hauptinsel finden sich folgende kleine Inseln und Klippen:

### Inseln
- Ilha Rata
- Ilha da Conceição (do Morro de Fora)
- Ilha de São José
- Ilha do Chapéu do Nordeste
- Ilha Trinta-Réis
- Ilha Rasa
- Ilha Chapéu do Sueste
- Ilho dos Ovos
- Ilha do Meio
- Ilha do Lucena
- Ilha do Cuscuz
- Ilha Cabeluda

### Klippen
- Rochedo do Morro do Leão
- Rochedo do Morro da Viuvinha
- Klippe bei Ilha dos Ovos
- Rochedo da Ilha do Frade
- Rochedo das Pedras Secas
- Klippe in der Nähe von Ponta das Caracas und Baía Sueste
- Rochedo Sela Gineta
- Rochedo Dois Irmãos

## Landschaftsbild
Die Vegetation von Fernando de Noronha besteht hauptsächlich aus Pflanzen, die für den Norden Brasiliens typisch sind und die während der Trockenzeit ihre Blätter verlieren. In hochgelegenen Gebieten sind Bäume zu finden, auf den Ebenen jedoch überwiegend Sträucher. In der Regenzeit zwischen März und August zeigt sich die Pflanzenwelt in ihrer ganzen Pracht und Fülle.

## Gewässer
Fernando de Noronha hat viele natürliche Wasserbecken. Wichtigstes Korallenvorkommen ist die Montastrea cavernosa. Bekannt sind die Inseln auch für ihre reichen Bestände an Delfinen und Meeresschildkröten. In der Baía dos Golfinhos befindet sich die weltweit größte Ansammlung an Delfinen. Dort wurden bereits über 1000 Spinnerdelfine gezählt. Trotz touristischer Nutzung gibt es strenge Naturschutzgesetze, etwa das Verbot, die Schildkröten zu berühren, und ein Angelverbot. Wegen der großen Artenvielfalt gelten die Gewässer um die Insel als eines der besten Tauchgebiete Brasiliens.

## Flora und Fauna
Das Umweltprogramm der Vereinten Nationen zählt 15 möglicherweise endemische Pflanzenarten, darunter zwei Arten der Gattung Capparis, drei Arten von Ceratosanthes, zwei Arten von Cayaponias, Moriordica, Cereus, Palicourea, Guettarda, Bumelia, Physalis und Ficus noronhae.
Es gibt auf Fernando de Noronha zwei endemische Vogelarten, den Noronha-Olivtyrann (Elaenia ridleyana) und den Noronha-Vireo (Vireo gracilirostris). Beide kommen auf der Hauptinsel vor, der Noronha-Vireo auch auf der Ilha Rata. Außerdem gibt es eine endemische Rasse der Ohrflecktaube, Zenaida auriculata noronha. Ein endemisches Nagetier der Sigmodontinae, das nach Amerigo Vespucci benannte Noronhomys vespuccii ist inzwischen ausgestorben. Auf den Inseln gibt es zwei Arten endemischer Reptilien, eine Doppelschleiche (Amphisbaena ridleyi) und einen Skink (Trachylepis atlantica).

## Klima
Das Klima ist das ganze Jahr hindurch tropisch heiß. Die Durchschnittstemperatur liegt bei 28 °C. Zwei Jahreszeiten sind gut voneinander zu unterscheiden: die Trockenzeit (September bis Februar) und die Regenzeit (März bis August). Kurze Regenschauer werden hier immer wieder vom Sonnenschein unterbrochen.
|                       | Jan  | Feb  | Mär  | Apr  | Mai  | Jun  | Jul  | Aug  | Sep  | Okt  | Nov  | Dez  |   |      |
| Mittl. Tagesmax. (°C) | 29,8 | 30,0 | 29,7 | 29,6 | 29,2 | 28,7 | 28,1 | 28,1 | 28,7 | 29,1 | 29,5 | 29,8 | ⌀ | 29,2 |
| Mittl. Tagesmin. (°C) | 24,9 | 24,8 | 24,6 | 24,5 | 24,5 | 24,2 | 23,8 | 23,8 | 24,1 | 24,4 | 24,6 | 24,9 | ⌀ | 24,4 |
|                       |      |      |      |      |      |      |      |      |      |      |      |      |   |      |
| Niederschlag (mm)     | 63   | 111  | 264  | 290  | 280  | 190  | 122  | 37   | 19   | 12   | 13   | 18   | Σ | 1419 |
|                       |      |      |      |      |      |      |      |      |      |      |      |      |   |      |
| Sonnenstunden (h/d)   | 8,1  | 7,4  | 6,1  | 8,0  | 6,7  | 7,4  | 7,2  | 8,4  | 8,8  | 9,2  | 9,4  | 8,7  | ⌀ | 7,9  |
|                       |      |      |      |      |      |      |      |      |      |      |      |      |   |      |
| Regentage (d)         | 7    | 10   | 15   | 18   | 18   | 13   | 11   | 8    | 3    | 3    | 3    | 4    | Σ | 113  |
|                       |      |      |      |      |      |      |      |      |      |      |      |      |   |      |
| Luftfeuchtigkeit (%)  | 78   | 76   | 81   | 84   | 83   | 81   | 81   | 77   | 73   | 75   | 75   | 76   | ⌀ | 78,4 |

| 24,9 |

| 24,8 |

| 24,6 |

| 24,5 |

| 24,5 |

| 24,2 |

| 23,8 |

| 23,8 |

| 24,1 |

| 24,4 |

| 24,6 |

| 24,9 |

| 24,9 |

| 24,8 |

| 24,6 |

| 24,5 |

| 24,5 |

| 24,2 |

| 23,8 |

| 23,8 |

| 24,1 |

| 24,4 |

| 24,6 |

| 24,9 |

## Geomorphologie
Der Unterbau des Fernando de Noronha-Archipels ist eine kegelförmig zulaufende Untermeereserhebung, die an ihrer Basis in 4000 Meter Wassertiefe rund 60 Kilometer breit ist. In 100 Meter Wassertiefe verringert sie sich zu einer 3 bis 4 Kilometer breiten Abrasionsplattform, der die generell Nordost-streichenden Inseln aufsitzen (die Hauptinsel ist nach Ostnordost ausgerichtet). Diese Untermeereserhebung gehört einer Gruppe von Vulkanbauten an, die alle entlang der Ost-West-streichenden Fernando de Noronha-Bruchzone angeordnet sind.
In der Verlängerung der Bruchzone nach Westen erhebt sich am Kontinentalhang der Ceará-Guyot. Weiter im Inneren des südamerikanischen Kontinents haben sich bei Fortaleza vor 30 Millionen Jahren BP phonolithische Intrusiva gebildet, die den Phonolithen auf Fernando de Noronha sehr ähneln. Dies legt nahe, dass die Bruchzone sogar den Rand der kontinentalen Kruste beeinträchtigt hat. Etwa 150 Kilometer weiter westlich von Fernando de Noronha liegt an der gleichen Bruchzone das Rocas-Atoll – ein vom Atlantik eingeebneter vulkanischer Guyot, der vollständig von Lithothamnium-Algenriffen und biogenen Sanden bedeckt wird.

## Geologie

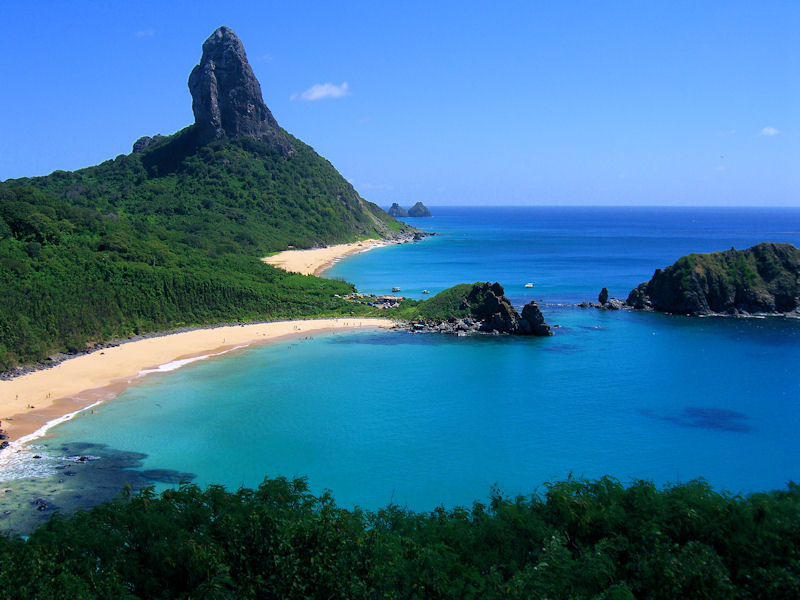
Der Morro do Pico, die höchste Erhebung von Fernando de Noronha, ist der Überrest einer zur Remédios-Formation gehörenden, phonolithischen Staukuppe

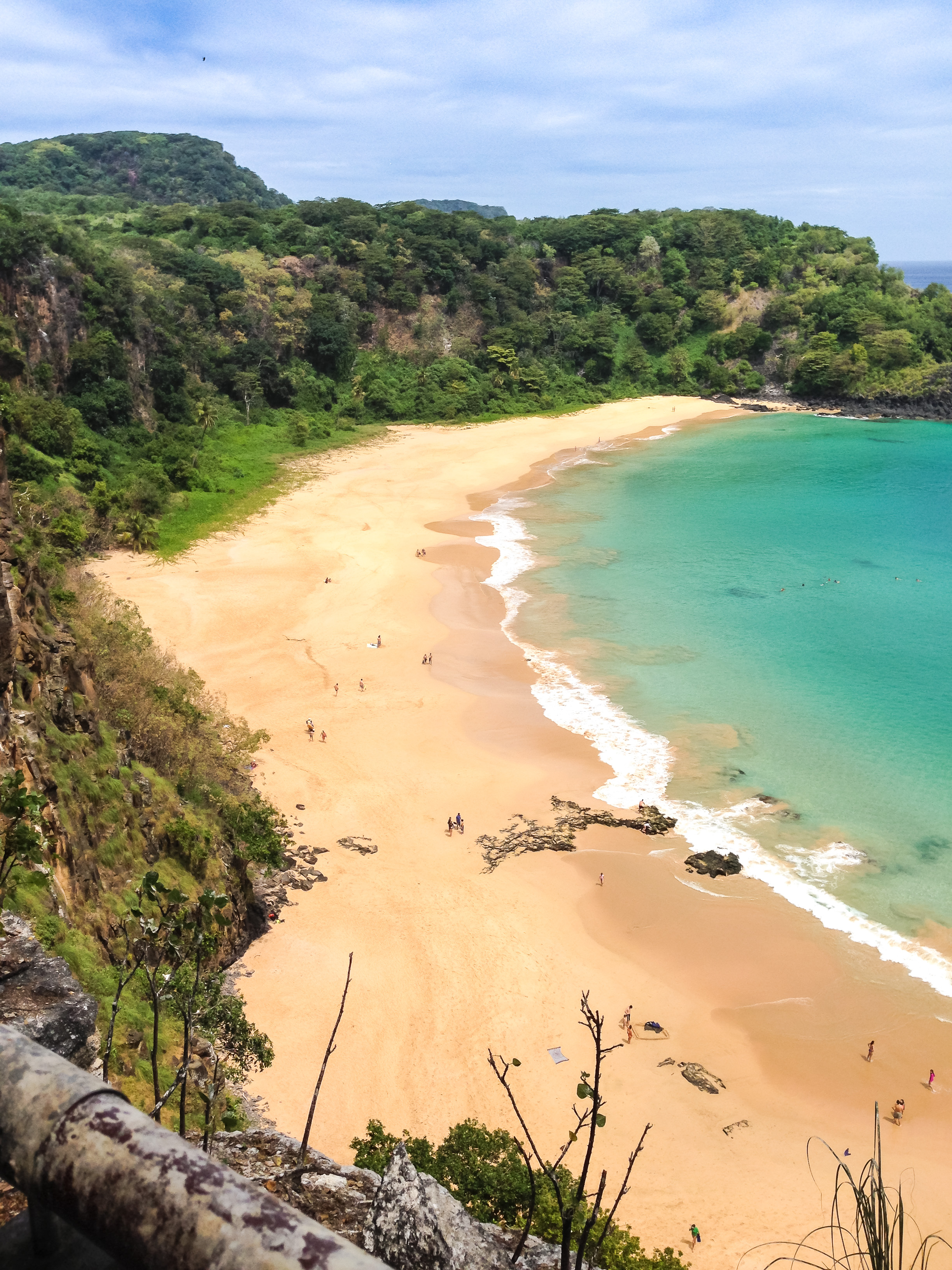
Fernando de Noronha, Baia do Sancho

Die geologische Entwicklung des Fernando-de-Noronha-Archipels lässt sich wie folgt gliedern (von jung nach alt):
- Quartäre Sedimente
- Erosionsphase
- Quixaba-Formation
- Erosionsphase
- Remédios-Formation und São-José-Formation (auf der Insel São José)

Die den aufgeschlossenen Unterbau der Inselgruppe bildende Remédios-Formation setzt mit pyroklastischen Ablagerungen ein, die unter großen Mächtigkeitsschwankungen mehr als 100 Meter erreichen können. Die Formation besteht aus Tuffen, Brekzien und vulkanischen Agglomeraten, die im Zentralteil der Hauptinsel anstehen. Unter den Brekzien finden sich Bruchstücke von Alkalibasalt, Phonolith und Phonolithporphyr, Trachyt und Essexitporphyr. Die Bruchstücke zeigen die unterschiedlichsten Größenordnungen und können bis über einen Meter erreichen. Ein in den Pyroklastika eingeschlossenes Alkalibasaltbruchstück wurde von Cordani mit der Kalium-Argon-Methode datiert und ergab ein mittelmiozänes (Serravallium) Alter von 12,3 Millionen Jahren BP. Dieses Ergebnis stellt ein Maximalalter für die Pyroklastika dar.
Die Pyroklastika wurden dann im Oberen Miozän (Tortonium) vor rund 9 Millionen Jahren BP von phonolithischen und trachytischen Staukuppen und Gängen unterschiedlichster Zusammensetzung intrudiert. Auf der Hauptinsel können insgesamt 11 Phonolithdome ausgemacht werden, die bis zu 1 Kilometer an Durchmesser erreichen. Die Gänge bestehen vorwiegend aus Natrongesteinen (Lamprophyre wie Monchiquit, Fourchit und Camptonit sowie andere Raritäten wie beispielsweise Ankaratrit, Augitit, Alkalitrachyt, Limburgit, Sannait, Olivinteschenit, Essexitporphyr, Olivinnephelinit, Basanit und Gauteit). Bevorzugte Streichrichtungen der Gänge sind Nordost (N 045) und Südost (N 135). Effusive Äquivalente der Ganggesteine bestanden, wurden aber von der anschließenden Erosionsphase entfernt.
Die darüber folgende Quixaba-Formation wird aus einer Serie von Ankaratritflüssen aufgebaut, die mit Pyroklastika des gleichen Chemismus wechsellagern. Auf der Hauptinsel bildet die Quixaba-Formation zwei Plateaustufen, wobei die östliche bis an die 180 Meter über dem Meeresspiegel erreicht. Die Formation ist auch auf einigen der kleineren Inseln zugegen, insbesondere auf der Ilha Rata. Generell liegen die Lavaflüsse flach, können aber gemäß der örtlichen Fließrichtung bis zu 30° nach Süden einfallen. Die Laven sind in ihrem Inneren massiv ausgebildet, werden aber zum Liegenden und Hangenden blasig und bilden Vakuolen und Amygdalen aus. Individuelle Flüsse sind gewöhnlich nur wenige Meter mächtig, können aber in Ausnahmefällen wie beispielsweise am Kliff in der Praia Sancho bis zu 40 Meter mächtig werden. Sehr dünne, oft nur wenige Zentimeter messende Flüsse von Melilith-führenden Ankaratriten schalten sich gelegentlich ein. Diese Melilithankaratrite wechsellagern mit Lapillituff, der reichlich bis zu Dezimeter große Bomben desselben Materials einschließt.
Die pyroklastischen Lagen in der Quixaba-Formation bestehen aus Tuffen, Tuffbrekzien und Agglomeraten, wobei die Klasten aus den assoziierten Lavaflüssen stammen. Die Brekzien können Blöcke bis zu 2 Meter Größe enthalten. Perfekt geformte Bomben und Stricklavabruchstücke sind relativ häufig. Die Korngrößenverteilung der Pyroklastite kann recht unregelmäßig sein. Sie zeigen gewöhnlich recht grobe Schichtung, können stellenweise aber auch fein geschichtet sein. Beeindruckend ist der 130 Meter breite Tamandaré-Schlot am Nordostende der Hauptinsel, der die untere Lavaflusseinheit durchschlägt. Die Schlotwände bestehen aus Ankaratrit mit Überresten der Schlotfüllung aus Tuff, Scoria und Agglomerat. Die Wände werden überdies von Gängen durchzogen. Dass heiße Lösungen am Schlot austraten, zeigt sich an den perfekten Kalzitskalenoedern in Brüchen der Brekzien und Agglomerate.
Einige grobkörnige Nephelinitgänge auf der Hauptinsel werden ebenfalls der Quixaba-Formation zugeordnet.
Das Alter der Quixaba-Formation wird mit 3,3 bis 1,7 Millionen Jahren BP angegeben und fällt somit ins Obere Pliozän und Untere Pleistozän (Piacenzium und Gelasium).
Die Stellung des Basanits der São-Jose-Formation auf der gleichnamigen Insel ist nicht eindeutig. Er wurde mit 9,5 Millionen Jahren BP datiert (Tortonium) und scheint somit eindeutig älter als die Quixaba-Formation zu sein. Womöglich stellt er ein Äquivalent der Remédios-Formation dar. Eine Besonderheit der Formation sind sehr schöne Duniteinschlüsse.
Anmerkung: Nicht alle wissenschaftlichen Autoren erkennen dieses K-Ar-Alter an und verweisen auf Unregelmäßigkeiten bei der Datierung. Für Schwab und Block sowie Ulbrich sind die Basanite eher der Quixaba-Formation zuzurechnen.
Nach Beendigung der die Quixaba-Formation erzeugenden vulkanischen Tätigkeiten erfolgte im Pleistozän erneut Erosion. Es kam zur Herausbildung weitgehender Abrasionsplattformen, insbesondere auf der Hauptinsel. Die Meeresspiegelschwankungen während des Pleistozäns hinterließen auf diesen Plattformen Sand- und Geröllablagerungen des Strandbereichs, Kalkalgenriffe sowie marine Sande. Die Plattformniveaus befinden sich auf 9, 12 und 30 Meter über dem Meeresspiegel, wobei das ausgedehnte 30-Meter Niveau im Inselinneren zweifellos das bedeutendste sein dürfte.
Während des jungpleistozänen Meeresspiegeltiefstandes, der 6 Meter unter dem heutigen Niveau lag, bildeten sich ausgedehnte Sandstrände im Süden und Südosten des Archipels. Die Südostpassate verwehten den Sand zu bis zu 20 hohen Meter Dünen, die im Nordosten der Hauptinsel einen Kordon zwischen der Ilha Rata und der Santo Antônio-Halbinsel herstellten. Nicht ganz so lange Dünen entstanden auf der Hauptinsel auch am Eingang zur Praia Sueste.
Nach erneutem Meeresspiegelanstieg im Holozän wurden die Dünen teilweise überflutet, nicht betroffene Gebiete verhärteten sich zum Caracas-Kalkarenit. Dieses helle, cremefarbene Sediment wird zum Großteil aus Kalkpartikeln von Corallinaceae-Algen aufgebaut. Nur ein geringer Anteil der Partikel (über unterlagernden, melanokraten Ankaratriten bis auf 25 % anwachsend) entstammt den Vulkaniten. Die Verfestigung des schräggeschichteten Kalkarenits hängt vom Fortgang der Kalzitzementation ab. Obere Lagen des Kalkarenits enthalten aus Vogelguano stammende Kalziumphosphate.
Die Vulkangesteine Fernando de Noronhas stellen ähnlich wie die Vulkanite auf Tristan da Cunha, Gough, den Kanaren, Sankt Helena und Trindade einen charakteristischen untersättigten Differentiatonstrend alkalischer Magmen dar. Der SiO2-Gehalt der natriumbetonten Gesteine schwankt zwischen 34,4 % (Melilithankaratrite) und 60,8 % (Alkalitarchyte). Unter den ozeanischen Inseln vulkanischen Ursprungs dürfte Fernando de Noronha weltweit eine der alkalischsten Vulkanprovinzen darstellen. Eigenartigerweise wurden die helleren, SiO2-reicheren Magmendifferentiate am Anfang gefördert (Remédios-Formation). Erst nach einem Hiatus von 5 bis 6 Millionen Jahren setzte dann der ultramafische Vulkanismus der Quixaba-Formation ein.

## Bevölkerung
Die Hauptinsel ist seit etwa 400 Jahren besiedelt und hatte zum 1. Juli 2018 geschätzt 3021 Einwohner. Der Großteil davon lebt im Hauptort Vila dos Remédios.
Laut der Staatsverfassung von Pernambuco von 1989 ist Fernando de Noronha als Staatsdistrikt konstituiert und gehört damit als einziges Gebiet in Brasilien keiner Gemeinde an. Statistisch wird der Distrikt allerdings einer Gemeinde gleichgestellt und eine Umwandlung in eine Gemeinde ist für die Zukunft vorgesehen. Fernando de Noronha ist kleiner als alle Gemeinden Pernambucos und verfügt gleichzeitig über einen höheren Lebensstandard als diese.

## Wirtschaft und Verkehr
Bis Ende der 1980er Jahre lebte die Bevölkerung noch fast ausschließlich vom Fischfang und von der Landwirtschaft. Heute beschäftigt dieser Bereich weniger als 100 Personen. Ein Großteil der Inselbevölkerung ist im Tourismussektor tätig. Die Insel wird als einer der weltbesten Plätze zum Tauchen beworben.
Es gibt tägliche Flugverbindungen vom Flughafen Fernando de Noronha auf der Hauptinsel (IATA-Code des Flughafens: FEN) nach Recife (REC) und Natal (NAT). Nach dem Verschwinden von Air-France-Flug 447 am 1. Juni 2009 wurde der Flughafen als Basis für die Suchaktion genutzt. Die Absturzstelle lag ungefähr 550 Kilometer nordöstlich von Fernando de Noronha.

## Geschichte

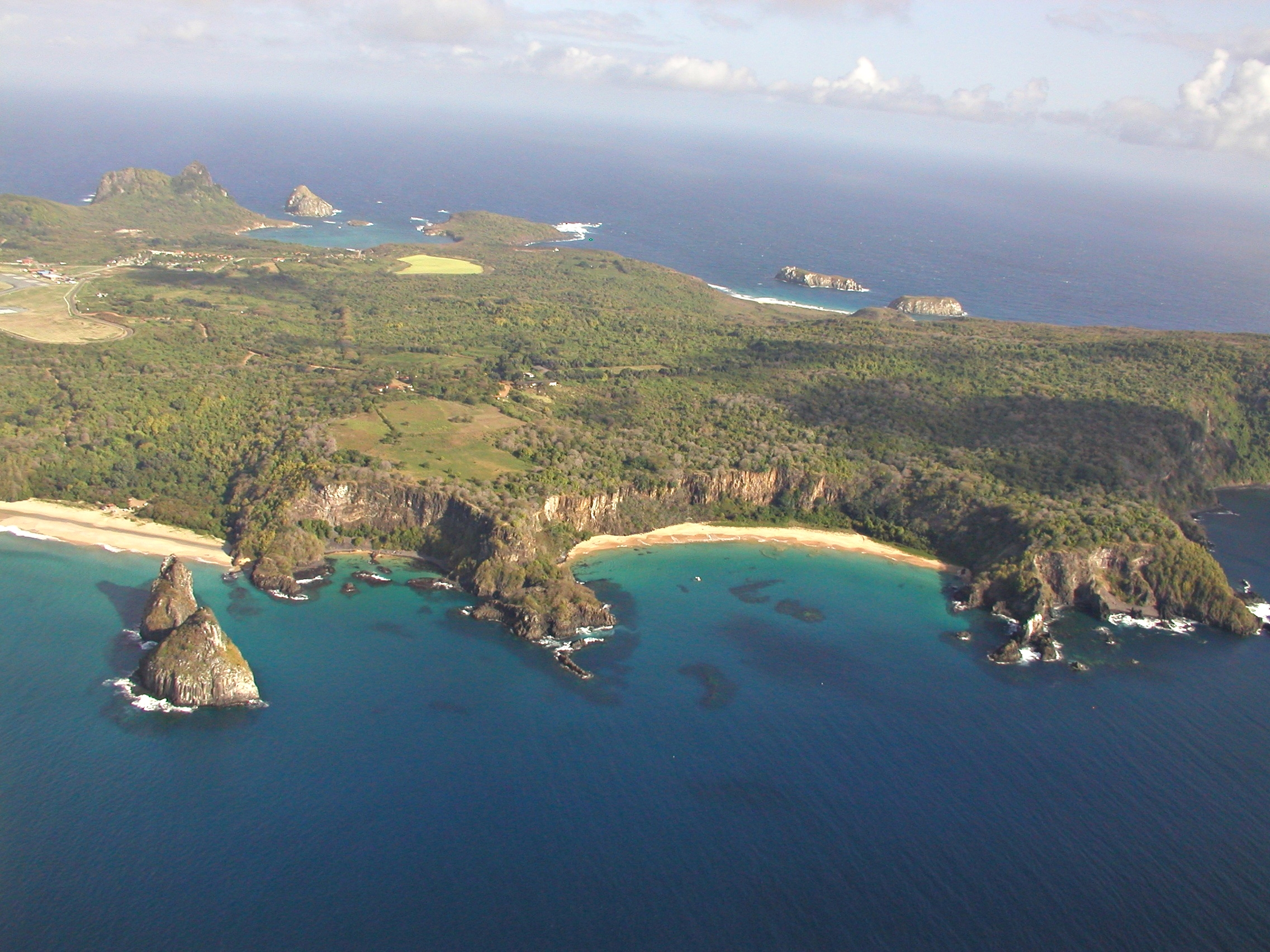
Küste von Fernando de Noronha

Den Archipel erwähnte 1503 erstmals Amérigo Vespucci. In der Folge kamen Franzosen und Holländer auf die Inseln, doch zu guter Letzt errangen die Portugiesen die Herrschaft. Sowohl Portugal als auch Brasilien nutzten die Insel lange als Strafkolonie. Ab Ende des 19. Jahrhunderts bis 1957 befand sich hier auch ein Gefängnis, das im Zweiten Weltkrieg fūr politische Gefangene genutzt wurde. Zu der Zeit wurde die Insel zu Bundesterritorium erklärt und es kamen kurzzeitig amerikanische Soldaten auf die Insel. Anschließend unterstanden die Inseln bis 1987 dem brasilianischen Militär. Seit 1988 gehört die Inselgruppe zu Pernambuco. Seitdem beginnt der Aufbau eines „sanften Tourismus“. Die meisten der kleineren Inseln sowie eine Fläche von ungefähr 8 km² auf der Hauptinsel stehen seit 1988 als Meeres-Nationalpark Fernando de Noronha unter Naturschutz.
Inklusive der geschützten Meeresfläche umfasst der Park 112,7 km². Im Jahre 2001 wurde er gemeinsam mit dem Rocas-Atoll von der UNESCO zum Weltnaturerbe erklärt.